# Esquel
Esquel ist eine Stadt im Nordwesten der Provinz Chubut, Patagonien in Argentinien. Sie zählt fast 29.000 Einwohner und ist die Hauptstadt des Departamento Futaleufú. Der Name stammt aus der Sprache der Mapuche und bedeutet Klette, die hier mit dem Calafate (Berberis buxifolia) und anderen dornigen Sträuchern zur lokalen Flora gehört.

## Gründung
Die Gründung der Stadt ist mit der Einwanderung der Waliser in Chubut im Jahr 1865 eng verbunden. Sie wurde am 25. Februar 1906 als Vergrößerung der Siedlung Colonia 16 de Octubre, heute Trevelin, das auf Walisisch „Mühlenstadt“ (Tre = „Stadt“ und Melin = „Mühle“, M wird durch Anlautveränderung zu V) bedeutet, errichtet.

## Lage
Die wichtigste Stadt der Region an den Anden liegt am Ufer des Flusses und Tales Esquel, umgeben von den Hügeln La Zeta, La Cruz, Cerro 21 und des Berges La Hoya. Esquel ist auch bekannt als schneesicherer Skiort mit qualitativ hervorragendem Schnee, der von Juli bis Mitte des Frühlings zu sehen ist. Bekannt sind auch die Wild- und Fischressourcen.

## Klima
|                       | Jan  | Feb  | Mär  | Apr  | Mai  | Jun  | Jul  | Aug  | Sep  | Okt  | Nov  | Dez  |   |      |
| Mittl. Tagesmax. (°C) | 21,7 | 22,2 | 19,1 | 14,4 | 10,1 | 6,7  | 6,1  | 8,5  | 11,8 | 14,7 | 17,6 | 19,9 | ⌀ | 14,4 |
| Mittl. Tagesmin. (°C) | 8,2  | 7,7  | 5,5  | 2,7  | 0,5  | −1,8 | −2,8 | −1,4 | 0,0  | 2,3  | 4,7  | 7,0  | ⌀ | 2,7  |
|                       |      |      |      |      |      |      |      |      |      |      |      |      |   |      |
| Niederschlag (mm)     | 18,8 | 18,4 | 24,5 | 43,1 | 65,0 | 79,4 | 60,2 | 47,0 | 35,7 | 28,3 | 20,8 | 20,8 | Σ | 462  |
|                       |      |      |      |      |      |      |      |      |      |      |      |      |   |      |
| Regentage (d)         | 3,8  | 3,7  | 5,6  | 7,0  | 9,7  | 11,0 | 9,4  | 9,6  | 7,3  | 6,1  | 4,4  | 4,1  | Σ | 81,7 |
|                       |      |      |      |      |      |      |      |      |      |      |      |      |   |      |
| Luftfeuchtigkeit (%)  | 48,0 | 50,1 | 56,5 | 63,5 | 72,2 | 76,6 | 75,5 | 70,9 | 62,9 | 55,2 | 50,0 | 48,1 | ⌀ | 60,8 |

| 8,2 |

| 7,7 |

| 5,5 |

| 2,7 |

| 0,5 |

| −1,8 |

| −2,8 |

| −1,4 |

| 0,0 |

| 2,3 |

| 4,7 |

| 7,0 |

| 8,2 |

| 7,7 |

| 5,5 |

| 2,7 |

| 0,5 |

| −1,8 |

| −2,8 |

| −1,4 |

| 0,0 |

| 2,3 |

| 4,7 |

| 7,0 |

## La Trochita

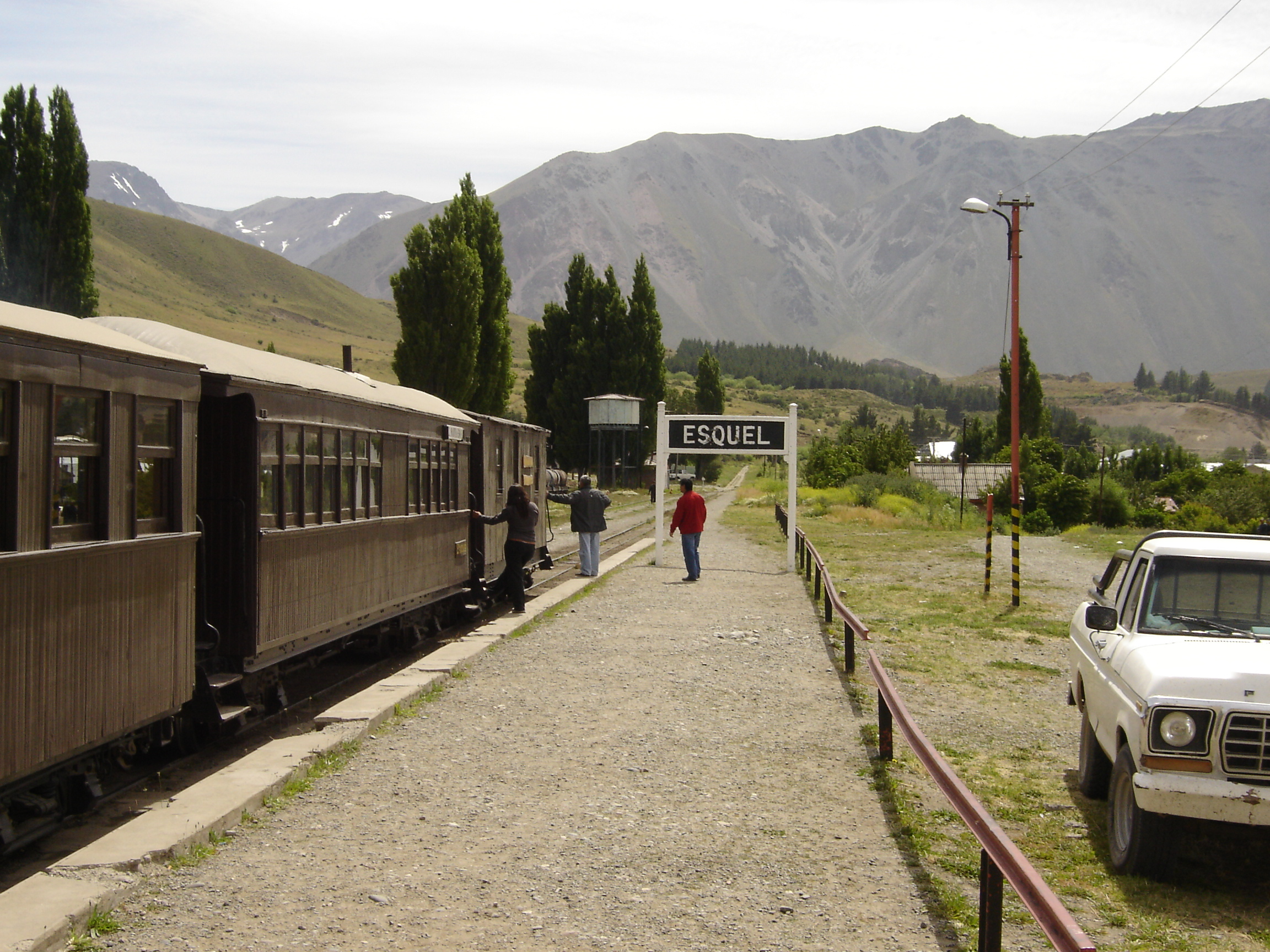
La Trochita

Eine andere wichtige touristische Attraktion der Stadt ist die Schmalspurbahn in 750 mm Breite, die Esquel mit Ingeniero Jacobacci verbindet. Die Bahn wird örtlich La Trochita (deutsch: Das Spürchen, auf die Spurweite verweisend) und im Englischen The Old Patagonian Express (nach dem gleichnamigen Buch von Paul Theroux) genannt.
Regulär werden Dampflokomotiven deutscher (Henschel & Sohn GmbH, Cassel) und amerikanischer (The Baldwin Locomotive Works, Philadelphia) Herkunft sowie belgischen (Societe Anonyme Ateliers de Construction de et a Famillieureux) Waggons seit 1922 eingesetzt. Die Heizkessel der Loks mit schwerem Petroleum geheizt, gegenwärtig mit einer Mischung aus Heizöl und Altöl aus Schiffsmotoren im Verhältnis 1:5, in den Werkhallen von El Maiten gepflegt und mit nach den ursprünglichen Plänen hier einzeln gefertigten Ersatzteilen repariert.
Zwei- bis dreimal wöchentlich fährt das Bähnchen für touristische Zwecke auf Teilstrecken.

## Umgebung
Esquel ist die nächstgelegene Stadt des 70 Kilometer entfernten Nationalpark Los Alerces und konnte nach offiziellen Angaben von 2010 mit 32.000 Einwohnern das größte Wachstum der Region verzeichnen.

## Söhne und Töchter der Stadt
- Aldo Duscher (* 1979), argentinischer Fußballspieler mit österreichischem Pass
- Sofía Gómez Villafañe (* 1994), Cross-Country-Mountainbikerin